# ブルーノ・ドゥアルチ・ダ・シウヴァ
ブルーノ・ドゥアルチ・ダ・シウヴァ（Bruno Duarte da Silva、1996年3月24日 - ）は、ブラジルとイタリアのサッカー選手。ポジションはフォワード。

## 経歴
2024年7月17日、レッドスター・ベオグラードと3年契約を締結した。契約から3日後の2024年7月20日のセルビア・スーペルリーガ、FKイェディンストヴォ・ウブ戦でシェリフ・エンディアイェと交代出場しデビューを果たすと投入から52秒で初得点を決め、2012年3月14日のFKスメデレヴォ1924戦でフィリプ・カサリツァが記録したデビューから73秒のクラブ最速初得点記録を更新した。